# Jökull Ingimundarson
Jökull Ingimundarson (n. 918) fue un caudillo vikingo de Hof, Vatnsdalur, Islandia. Hijo de Ingimundur Þorsteinsson, fundó un asentamiento en Tungumúla í Vatnsdal, su hacienda estaba localizada en Jökulsstaður, que lleva su nombre.
Es uno de los personajes principales de la saga Vatnsdœla, un hábil guerrero con un sexto sentido muy agudo, en constante mejora y perfección. Hombre de carácter taciturno y distante, rebelde, tozudo pero valiente para todo. Ganó la espada del clan familiar Ættartangi. Cuando Eyvindur sörkvir de Austur-Húnavatnssýsla, buen amigo de su padre, supo del asesinato de Ingimundur en manos del infame Hrólleifur Arnaldsson, envió a sus hijos Hermund y Hrómundur a presentar sus condolencias y apoyo con sus armas.
Jökull aparece también en la saga de Grettir, y la saga de Finnboga ramma.

## Herencia
Las sagas le imputan un hijo Bárður Jökulsson (n. 955), padre de Jökull skáld Bárðarson, personaje principal del relato Jökuls þáttr Bárðarsonar; y de Ásdís Barðardóttir, quien sería esposa de Ásmundur Þorgrímsson, ambos padres del famoso Grettir Ásmundarson.